# كيم ساندز
كيم ساندز (بالإنجليزية: Kim Sands)‏ هي لاعب كرة مضرب أمريكية، ولدت في 11 أكتوبر 1956.

## وصلات خارجية
- كيم ساندز على موقع رابطة محترفات التنس (الإنجليزية)
- كيم ساندز على موقع الاتحاد الدولي لكرة المضرب (الإنجليزية)
- كيم ساندز على موقع بطولة ويمبلدون (الإنجليزية)
- كيم ساندز على موقع خلاصة التنس.كوم (الإنجليزية)